# Damdubbel i badminton vid olympiska sommarspelen 2012

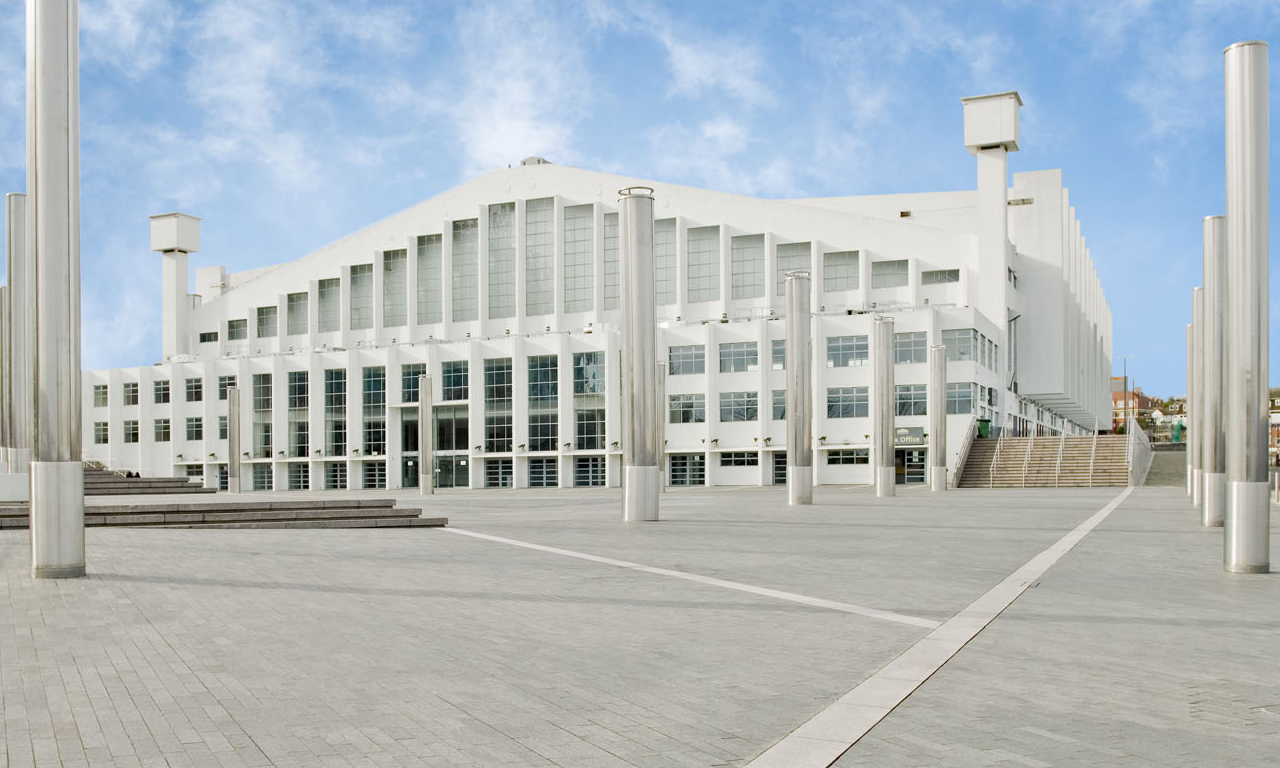
Wembley Arena, där matcherna spelas.

Damdubbel i badminton vid olympiska sommarspelen 2012 spelades i Wembley Arena (London, Storbritannien) mellan den 28 juli och 4 augusti 2012. Maximalt 16 par (32 spelare) tilläts delta.

## Medaljörer
| Event     | Guld                       | Guld                       | Silver                           | Silver                           | Brons                                  | Brons                                  |
| Damdubbel | Kina Tian Qing Zhao Yunlei | Kina Tian Qing Zhao Yunlei | Japan Mizuki Fujii Reika Kakiiwa | Japan Mizuki Fujii Reika Kakiiwa | Ryssland Valeria Sorokina Nina Vislova | Ryssland Valeria Sorokina Nina Vislova |

## Format
Det inledande steget av turneringen är ett gruppspel. De åtta bästa paren går sedan vidare till kvartsfinal där turneringen blir en vanlig utslagsturnering. De två semifinalvinnarna möts i en match om guldet. Bronsmatchen avgörs mellan semifinalförlorarna.

## Diskvalifikation för brott mot den olympiska andan
Åtta spelare diskvalificerades efter läggmatcher i gruppspelet. Anledningen till oviljan att vinna var chansen till bättre lottning i slutspelet vid förlust. 
- Kina Wang Xiaoli
- Kina Yu Yang
- Sydkorea Jung Kyun-eun
- Sydkorea Kim Ha-na
- Sydkorea Ha Jung-eun
- Sydkorea Kim Min-jung
- Indonesien Meiliana Jauhari
- Indonesien Greysia Polii [3]

## Resultat

### Gruppspel

#### Grupp A
Två par diskvalificerades för läggmatcher och tilldömdes förlust med 0-2 i set i alla matcher.
| Deltagare                             | S                 | V                 | F                 | VS                | FS                | P                 |
| ------------------------------------- | ----------------- | ----------------- | ----------------- | ----------------- | ----------------- | ----------------- |
| Valeria Sorokina / Nina Vislova (RUS) | 3                 | 3                 | 0                 | 6                 | 0                 | 3                 |
| Alexandra Bruce / Michelle Li (CAN)   | 3                 | 2                 | 1                 | 4                 | 2                 | 2                 |
| Jung Kyung-eun / Kim Ha-na (KOR)      | Diskvalificerade. | Diskvalificerade. | Diskvalificerade. | Diskvalificerade. | Diskvalificerade. | Diskvalificerade. |
| Wang Xiaoli / Yu Yang (CHN)           | Diskvalificerade. | Diskvalificerade. | Diskvalificerade. | Diskvalificerade. | Diskvalificerade. | Diskvalificerade. |

#### Grupp B
Det japanska paret vidare istället för det indiska paret, då de vann med 2-0 i set när de möttes inbördes.
| Deltagare                             | S | V | F | VS | FS | P |
| ------------------------------------- | - | - | - | -- | -- | - |
| Cheng Wen-hsing / Chien Yu-chin (TPE) | 3 | 2 | 1 | 5  | 3  | 2 |
| Mizuki Fujii / Reika Kakiiwa (JPN)    | 3 | 2 | 1 | 4  | 3  | 2 |
| Jwala Gutta / Ashwini Ponnappa (IND)  | 3 | 2 | 1 | 4  | 3  | 2 |
| Shinta Mulia Sari / Yao Lei (SIN)     | 3 | 0 | 3 | 2  | 6  | 0 |

#### Grupp C
Två par diskvalificerades för läggmatcher och tilldömdes förlust med 0-2 i set i alla matcher.
| Deltagare                               | S                 | V                 | F                 | VS                | FS                | P                 |
| --------------------------------------- | ----------------- | ----------------- | ----------------- | ----------------- | ----------------- | ----------------- |
| Leanne Choo / Renuga Veeran (AUS)       | 3                 | 3                 | 0                 | 6                 | 0                 | 3                 |
| Michelle Edwards / Annari Viljoen (RSA) | 3                 | 2                 | 1                 | 4                 | 2                 | 2                 |
| Ha Jung-eun / Kim Min-jung (KOR)        | Diskvalificerade. | Diskvalificerade. | Diskvalificerade. | Diskvalificerade. | Diskvalificerade. | Diskvalificerade. |
| Meiliana Jauhari / Greysia Polii (INA)  | Diskvalificerade. | Diskvalificerade. | Diskvalificerade. | Diskvalificerade. | Diskvalificerade. | Diskvalificerade. |

#### Grupp D
| Deltagare                                       | S | V | F | VS | FS | P |
| ----------------------------------------------- | - | - | - | -- | -- | - |
| Christinna Pedersen / Kamilla Rytter Juhl (DEN) | 3 | 2 | 1 | 5  | 3  | 2 |
| Tian Qing / Zhao Yunlei (CHN)                   | 3 | 2 | 1 | 4  | 2  | 2 |
| Miyuki Maeda / Satoko Suetsuna (JPN)            | 3 | 2 | 1 | 4  | 3  | 2 |
| Poon Lok Yan / Tse Ying Suet (HKG)              | 3 | 0 | 3 | 1  | 6  | 0 |

### Slutspel
|  | Kvartsfinaler | Kvartsfinaler                                       | Kvartsfinaler                          | Kvartsfinaler                          | Kvartsfinaler |    |                                           | Semifinaler                             | Semifinaler | Semifinaler | Semifinaler | Semifinaler |            |  | Final | Final                                     | Final | Final | Final | Final | Final |
|  |               |                                                     |                                        |                                        |               |    |                                           |                                         |             |             |             |             |            |  |       |                                           |       |       |       |       |       |
|  | A1            | Valeria Sorokina (RUS) Nina Vislova (RUS)           | 21                                     | 21                                     |               |    |                                           |                                         |             |             |             |             |            |  |       |                                           |       |       |       |       |       |
|  | C2            | Michelle Edwards (RSA) Annari Viljoen (RSA)         | 9                                      | 7                                      |               |    |                                           |                                         |             |             |             |             |            |  |       |                                           |       |       |       |       |       |
|  | C2            | Michelle Edwards (RSA) Annari Viljoen (RSA)         | 9                                      | 7                                      |               |    | Valeria Sorokina (RUS) Nina Vislova (RUS) | 19                                      | 6           |             |             |             |            |  |       |                                           |       |       |       |       |       |
|  |               |                                                     |                                        |                                        |               |    | Valeria Sorokina (RUS) Nina Vislova (RUS) | 19                                      | 6           |             |             |             |            |  |       |                                           |       |       |       |       |       |
|  |               |                                                     | Tian Qing (CHN) Zhao Yunlei (CHN)      | 21                                     | 21            |    |                                           |                                         |             |             |             |             |            |  |       |                                           |       |       |       |       |       |
|  | B1            | Cheng Wen-hsing (TPE) Chien Yu-chin (TPE)           | Tian Qing (CHN) Zhao Yunlei (CHN)      | 21                                     | 21            | 10 | 14                                        |                                         |             |             |             |             |            |  |       |                                           |       |       |       |       |       |
|  | B1            | Cheng Wen-hsing (TPE) Chien Yu-chin (TPE)           |                                        |                                        |               | 10 | 14                                        |                                         |             |             |             |             |            |  |       |                                           |       |       |       |       |       |
|  | D2            | Tian Qing (CHN) Zhao Yunlei (CHN)                   | 21                                     | 21                                     |               |    |                                           |                                         |             |             |             |             |            |  |       |                                           |       |       |       |       |       |
|  |               |                                                     |                                        |                                        |               |    |                                           |                                         |             |             |             |             |            |  |       | Tian Qing (CHN) Zhao Yunlei (CHN)         | 21    | 25    |       |       |       |
|  |               |                                                     |                                        | Mizuki Fujii (JPN) Reika Kakiiwa (JPN) | 10            | 23 |                                           |                                         |             |             |             |             |            |  |       |                                           |       |       |       |       |       |
|  | A2            | Alexandra Bruce (CAN) Michelle Li (CAN)             | 21                                     | 18                                     | 21            |    |                                           |                                         |             |             |             |             |            |  |       |                                           |       |       |       |       |       |
|  | C1            | Leanne Choo (AUS) Renuga Veeran (AUS)               | 9                                      | 21                                     | 18            |    |                                           |                                         |             |             |             |             |            |  |       |                                           |       |       |       |       |       |
|  | C1            | Leanne Choo (AUS) Renuga Veeran (AUS)               | 9                                      | 21                                     | 18            |    |                                           | Alexandra Bruce (CAN) Michelle Li (CAN) | 12          | 21          | 13          |             |            |  |       |                                           |       |       |       |       |       |
|  |               |                                                     |                                        |                                        |               |    |                                           | Alexandra Bruce (CAN) Michelle Li (CAN) | 12          | 21          | 13          |             |            |  |       |                                           |       |       |       |       |       |
|  |               |                                                     | Mizuki Fujii (JPN) Reika Kakiiwa (JPN) | 21                                     | 19            | 21 |                                           |                                         | Bronsmatch  | Bronsmatch  | Bronsmatch  | Bronsmatch  | Bronsmatch |  |       |                                           |       |       |       |       |       |
|  | B2            | Mizuki Fujii (JPN) Reika Kakiiwa (JPN)              | Mizuki Fujii (JPN) Reika Kakiiwa (JPN) | 21                                     | 19            | 21 | 22                                        | 21                                      | Bronsmatch  | Bronsmatch  | Bronsmatch  | Bronsmatch  | Bronsmatch |  |       |                                           |       |       |       |       |       |
|  | B2            | Mizuki Fujii (JPN) Reika Kakiiwa (JPN)              |                                        |                                        |               |    | 22                                        | 21                                      |             |             |             |             |            |  |       |                                           |       |       |       |       |       |
|  | D1            | Christinna Pedersen (DEN) Kamilla Rytter Juhl (DEN) | 20                                     | 10                                     |               |    |                                           |                                         |             |             |             |             |            |  |       | Valeria Sorokina (RUS) Nina Vislova (RUS) | 21    | 21    |       |       |       |
|  |               |                                                     |                                        |                                        |               |    |                                           |                                         |             |             |             |             |            |  |       | Alexandra Bruce (CAN) Michelle Li (CAN)   | 9     | 10    |       |       |       |